# Domingos Mourão
Domingos Mourão este un oraș în Piauí (PI), Brazilia.